# 鹿島茂 (工学者)
鹿島 茂（かしま しげる、1948年 - ） は、日本の交通工学者。中央大学名誉教授。元環境アセスメント学会会長。

## 人物・経歴
1971年早稲田大学理工学部卒業。1976年東京工業大学大学院理工学研究科博士課程修了、工学博士、東京工業大学工学部助手。1978年東京大学生産技術研究所講師。1979年東京大学生産技術研究所助教授。1981年中央大学理工学部助教授。1985年道路と交通論文賞受賞。1989年中央大学理工学部教授。2004年日税研究賞奨励賞。2005年中央大学大学院公共政策研究科教授併任。2008年環境アセスメント学会会長。2009年環境保全功労賞受賞。2019年定年退職、中央大学名誉教授。
日本計画行政学会評議員、内閣府交通事故の被害・損失の経済的分析に関する調査研究検討会委員、環境省中央環境審議会自動車排出ガス総合対策小委員会専門委員、環境省中央環境審議会騒音振動部会臨時委員、国土交通省運輸政策審議会鉄道部会専門委員、東京都環境科学研究所外部研究評価委員会委員、神奈川県国土利用計画審議会委員等も歴任した。